# Kapitalpension
Kapitalpension är en försäkringsform som blandar skatteklasserna kapitalförsäkring och pensionsförsäkring, därav namnet kapitalpension.
Inbetalningar sker med beskattade medel och alla utbetalningar är fria från inkomstskatt (som kapitalförsäkring). Utbetalning kan tidigast ske från 55 års ålder och utbetalningarna måste minst pågå i fem år (som pensionsförsäkring). Medel som sparas i en kapitalpension är även fria från förmögenhetsskatt (som pensionsförsäkring). Kapitalpension kom till efter en dom i Regeringsrätten under senare delen av 2004.